# Jane Vialle
Jane Vialle, född 27 augusti 1906 i Ouesso, död 9 februari 1953 i Villenave-d'Ornon, var en fransk journalist, politiker (Évolution pour l'Afrique Noire) och kvinnorättsaktivist. 
Hon var medlem i den franska motståndsrörelsen under den tyska ockupationen. År 1947 valdes hon in i det franska parlamentets överhus som senator för Ubangui-Chari. 
Vialle var en av sju medlemmar i FN:s Ad Hoc Committee on Slavery 1950–1951.